# Torneo de Marsella 2023
El Open 13 Provence 2023 fue un evento de tenis de la ATP Tour 250 serie. Fue disputado en Marsella, Francia en el Palais des Sports de Marseille desde el 20 hasta el 26 de febrero de 2023.

## Distribución de puntos
| Modalidad            | Campeón | Finalista | Semifinales | Cuartos de final | 2ª ronda | 1ª ronda | Clasificados | 2ª ronda de clasificación | 1ª ronda de clasificación |
| Individual masculino | 250     | 165       | 100         | 50               | 25       | 0        | 13           | 7                         | 0                         |
| Dobles masculino     | 250     | 150       | 90          | 45               | 20       | 0        | -            | -                         | -                         |

## Cabezas de serie

### Individuales masculino
| Tenista             | Ranking | Preclasificado |
| Hubert Hurkacz      | 10      | 1              |
| Jannik Sinner       | 14      | 2              |
| Álex de Miñaur      | 25      | 3              |
| Grigor Dimitrov     | 28      | 4              |
| Maxime Cressy       | 40      | 5              |
| David Goffin        | 41      | 6              |
| Richard Gasquet     | 45      | 7              |
| Marc-Andrea Huesler | 47      | 8              |

- Ranking del 13 de febrero de 2023.[2]

### Dobles masculino
| Tenista                                  | Ranking | Preclasificado |
| Santiago González Édouard Roger-Vasselin | 58      | 1              |
| Nicolas Mahut Fabrice Martin             | 108     | 2              |
| Sander Gillé Joran Vliegen               | 111     | 3              |
| Julian Cash Henry Patten                 | 129     | 4              |
| Sander Arends David Pel                  | 165     | 5              |

## Campeones

### Individual masculino
Hubert Hurkacz venció a  Benjamin Bonzi por 6-3, 7-6(7-4)

### Dobles masculino
Santiago González /  Édouard Roger-Vasselin vencieron a  Nicolas Mahut /  Fabrice Martin por 4-6, 7-6(7-4), [10-7]